# Karl-Heinz Hoffmann (Mathematiker)

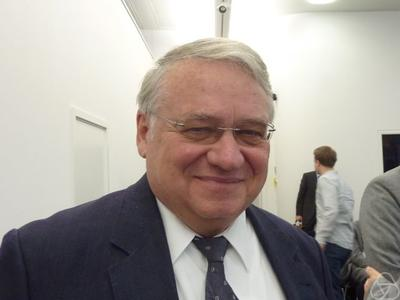
Karl-Heinz Hoffmann (2010)

Karl-Heinz Hoffmann (* 18. Juli 1939 in Coburg) ist ein deutscher Mathematiker und Wissenschaftsmanager. Er war Vorsitzender des Wissenschaftsrates und von 1998 bis 2007 Gründungsdirektor des Bonner Forschungszentrums caesar. Von 2011 bis 2016 war er Präsident der Bayerischen Akademie der Wissenschaften.

## Leben
Hoffmann studierte von 1960 bis 1965 Mathematik und Physik auf Lehramt an den Universitäten Marburg und Freiburg. 1966 bis 1968 hatte er eine wissenschaftliche Assistentenstelle der Universität München inne. 1968 promovierte er im Fach Mathematik ebendort bei Günther Hämmerlin mit der Arbeit Über nichtlineare Tschebyscheff-Approximation mit Nebenbedingungen. Danach war er weiter an der Universität München tätig: Ab 1968 als wissenschaftlicher Assistent, 1971 folgte die Habilitation, noch im selben Jahr wurde er Akademischer Rat, 1972 Wissenschaftlicher Rat und Professor.
Von 1975 bis 1981 war er Professor für Mathematik an der Freien Universität Berlin und von 1981 bis 1991 Professor für Mathematik an der Universität Augsburg. Von 1992 bis 2007 war er schließlich Ordinarius für angewandte Mathematik an der Technischen Universität München.
Hoffmann wirkte in zahlreichen Organisationen der wissenschaftlichen Selbstverwaltung mit; u. a. war er von 1990 bis 1996 Mitglied des Wissenschaftsrates und von 1994 bis 1996 dessen Vorsitzender. 1998 bis 1999 war er Präsident der Deutschen Mathematiker-Vereinigung. Von 2011 bis 2016 war Karl-Heinz Hoffmann Präsident der Bayerischen Akademie der Wissenschaften, deren Mitglied er seit 1997 ist.

## Auszeichnungen und Mitgliedschaften
- Ehrendoktorwürde
- Leibnizpreis der DFG
- seit 1995: Mitglied der Deutschen Akademie der Naturforscher Leopoldina[6]
- seit 1997: Mitglied der Bayerischen Akademie der Wissenschaften[7]
- seit 2012: Mitglied der Accademia Nazionale Virgiliana
- 2016: Bayerischer Verdienstorden